# Megacara impressa
Megacara impressa är en stekelart som beskrevs av Henry Keith Townes, Jr. 1983. Megacara impressa ingår i släktet Megacara och familjen brokparasitsteklar. Inga underarter finns listade i Catalogue of Life.